# Donald Davidson
Donald Herbert Davidson, ameriški filozof, * 6. marec 1917, Springfield, Massachusetts, ZDA, † 30. avgust 2003, Berkeley, Kalifornija, ZDA.
Velja za enega najpomembnejših in najvplivnejših filozofov 20. stoletja. Najbolj dejaven je bil na področju filozofije jezika, njegova dela pa imajo vpliv na številna filozofska področja: od semantične teorije do epistemologije in etike. Njegovo delo, v nasprotju z analitično filozofijo 20. stoletja, izkazuje širino znanstvenega pristopa pa tudi enoten in sistematičen značaj. Na njegovo delo so s svojimi idejami vplivali številni filozofi, kot so Willard Quine, Clarence Lewis, Frank P. Ramsey, Immanuel Kant in Ludwig Wittgenstein. 
Davidson je svoje ideje in teorije razvijal neodvisno in posamično, kljub temu pa se vse ideje med seboj združujejo v enoten pristop k problematiki védenja, delovanja, jezika in razuma. Zaradi zahtevnosti njegovih del in idej so njegova dela interpretirana na različne načine in kljub temu da se filozofi ne strinjajo v razlagi njegovih idej, imajo Davidsonova dela še vedno velik vpliv in pomen v sodobni filozofiji. Za njegov prispevek na področju filozofije uma mu je bila leta 1995 podeljena nagrada Jeana Nicoda (Jean Nicode Prize).

## Življenje
Donald Herbert Davidson se je rodil 6. marca 1917 v Springfieldu, Massachusetts, ZDA, očetu Clarencu ("Davie") Herbertu Davidsonu in materi Grace Cordelia Anthony. Služba njegovega očeta je zahtevala veliko službenih potovanj, tako se je družina Davidson kmalu po Donaldovem rojstvu za štiri leta preselila na Filipine, zatem so živeli še v Amherstu in Filadelfiji, nazadnje pa so se, ko je imel Donald devet ali deset let, ustalili na Staten Islandu, New York. Takrat je začel obiskovati tudi javno šolo, vendar se je moral na nezadovoljstvo staršev šolati z otroki, ki so bili tri do štiri leta mlajši od njega. Davidsonovo nadarjenost je odkrila ravnateljica zasebne osnovne šole Staten Island Academy, ki ga je začela štipendirati. Starša sta poskrbela tudi za glasbeno izobrazbo in mu omogočila, da se je naučil igrati klavir. 
Šolanje je nadaljeval na Univerzi Harvard, kjer je najprej študiral angleščino in primerjalno književnost, med študijem pa se je na filologijo in filozofijo. Na Harvardu je obiskoval isti razred kot skladatelj Leonard Bernstein, s katerim je postal prijatelj. Diplomiral je leta 1939 in se na to vpisal na podiplomski študij ekonomije na  Harvard Business School v okviru iste univerze. Študija ekonomije pa mu ni uspelo dokončati, ker je bil vpoklican v ameriško mornarico in med letoma 1942 in 1945 odposlan v Mediteran. Med vojno je treniral pilote, da so prepoznavali sovražna letala in se udeležil invazij na Sicilijo, Salerno in Anzio.
Po koncu vojne je nadaljeval z izobraževanjem o klasični filozofiji in leta 1949 doktoriral na univerzi v Harvardu z doktorsko disertacijo  o Platonovem Filebu. Leta 1939 se je na Univerzi Harvard prvič srečal z analitičnim filozofom Willardom Quineom, ki je močno vplival na Donaldov način razmišljanja v smeri analitičnega pristopa k reševanju filozofskih problemov. 
Svojo prvo zaposlitev je našel na Queen's Collegeu v New Yorku, večino časa med letoma 1951 in 1967 je preživel na Univerzi Stanfordu, v nadaljevanju pa je bil zaposlen še na Univerzi Princeton (1967 - 1970), Univerzi Rockfeller (1970- 1976) in Univerzi v Chicagu (1976 - 1981). Od leta 1981 pa vse do njegove smrti pa je delal na Univerzi Berkeley.
Davidson je bil poročen trikrat; najprej z umetnico Virginio Davidson, s katero je imel tudi enega (in edinega) otroka - hčerko Elizabeth (Davidson) Boyer. Po ločitvi z Virginio se je poročil z Nancy Hirschberg, profesorico psihologije na Univerzi Illinois. Leta 1979 je Nancy umrla in tako se je Donald leta 1985 poročil še tretjič - tokrat s filozofinjo Marcio Cavell.
Umrl je 30. avgusta 2003 v Berkeleyu, Kalifornija zaradi zastoja srca, ki je bil posledica operacije kolena.

## Delo

### Dejanja, razlogi in vzroki
Na pobudo kolega Patricka Suppsa je Davidson začel objavljati svoje filozofske eseje. Leta 1963 je napisal esej "Delovanje, razlogi in vzroki" (Actions, Reasons, and Causes), ki je skušal ovreči prevladujoče konvencionalno stališče, ki pravi, da razlogi osebka S za ukrepanje ne morejo biti vzroki njegovega delovanja. Namesto tega je Davidson trdil, da je racionalizacija (zagotavljanje razlogov za pojasnitev delovanja osebka S) le vrsta vzročne razlage. Menil je, da razlogi pojasnjujejo delovanje le toliko, kolikor so sami vzroki tega delovanja. Dejanje A je tako pojasnjeno s tem, čemur Davidson pravi glavni vzrok, ki vključuje pozitiven odnos (željo) do nekega cilja G ter ključno prepričanje, da je izvedba akcije A sredstvo za doseg cilja G. Če, na primer, nekdo na deževen dan s seboj vzame dežnik, je njegov glavni vzrok najbrž to, da ostane suh, vendar mora obenem verjeti, da je dejanje jemanja dežnika s seboj sredstvo, ki mu bo omogočilo ostati suh. Davidson je s svojimi ugotovitvami nasprotoval ideji Ludwiga Wittgensteina, ki pravi, da razlogi ne morejo biti vzroki nekega dejanja oz. delovanja. Kljub temu pa se je pri raziskovanju oprl na dve pomembni Wittgensteinovi ideji: idejo glavnega oz. osnovnega vzroka ter idejo, da lahko vsako delovanje razložimo na več različnih načinov. Ta ideja je še posebej pomembna, saj zagotavlja sredstva, s pomočjo katerih lahko neko delovanje ali obnašanje pod določenimi opisi razumemo kot namerno, pod drugimi opisi pa kot nenamerno. Če na primer prižgemo luč, lahko to razumemo kot dejanje prižiganja luči (ki je namerno) ali kot opozarjanje morebitnemu vlomilcu, ki se skriva v grmovju (kar je nenamerno dejanje). Povezava med razlogom in dejanjem je tako po Davidsonovem mnenju racionalna (kolikor glavni vzrok opredeljuje razlog za reakcijo), kot tudi vzročna (kolikor en dogodek povzroča drugega in je torej njegov vzrok). Poleg tega pa pride tudi do sklepa, da v kolikor ima osebek več razlogov za svoje delovanje, vendar dejanje izvrši le na podlagi enega samega razloga, ne moremo v nobenem primeru zagotovo trditi, kateri razlog je botroval izvršitvi dejanja. 

### Resnica in pomen
Konec 1960-ih in v začetku 1970-ih let se je Davidson ukvarjal predvsem s problemom teorije pomena (theory of meaning). Menil je, da je koncept pomena najlažje razumeti preko koncepta resnice, oziroma, da je osnovna struktura katerekoli ustrezne/primerne teorije že vsebovana v formalni teoriji resnice (theory of truth). Pri svojem raziskovanju se je Davidson tako oprl predvsem na Tarskijevo teorijo resnice in leta 1967 objavil članek z naslovom "Resnica in pomen" (Truth and Meaning). V njem zagovarja, da mora biti jezik, ki se ga da naučiti, sestavljen in omejenega števila oblik in fraz, četudi ima teoretično sposobnost vsebovati neomejeno število izrazov (kar bi lahko trdili za vse obstoječe jezike). Z drugimi besedami: uporabna teorija pomena mora tvoriti neomejeno število teoremov (eden za vsak stavek) na podlagi omejenega števila aksiomov. Davidson je začel razvijati strukturo oblike '(M) S pomeni m', kjer je S vsak stavek jezika L in m njegov pomen. Tako lahko, na primer, namesto spremenljivke S vstavimo stavek 'Schnee ist weiss' in namesto m dobimo 'sneg je bel'. Na tej točki se je Davidson navezal na Tarskijevo semantično teorijo resnice in svoj teorem preoblikoval v '(M) S če in samo če m', kar pomeni, da 'Schnee ist weiss je resnična izjava če in samo če je res, da je sneg bel'.
Drugi znanstveniki so Davidsonu očitali posplošitev teorije pomena na nivo teorije resničnosti, saj bi potemtakem S pomenilo m vedno, ko bi bila oba dela stavka resnična, torej bi lahko rekli tudi: 'Schnee ist weiss pomeni trava je zelena' (saj sta tudi v tem primeru oba stavka resnična), kar pa se ne sklada z izkustvom. Vendar pa je Donaldson svojo teorijo podprl z argumentom, da govorec stavka M ve več kot le-to, da je izjava resnična. Vé namreč, da aksiomi (slovnična pravila in strukture, ki dajejo jeziku pomen) nakazujejo na korelacijo med osnovnim delom stavka ('Schnee ist weiss') in pogoji interpretacije ('sneg je bel'). Tako lahko iz dveh podanih resničnih stavkov sami sestavimo nov resnični stavek: če vemo 'sneg je bel' in 'sneg ima barvo oblakov' lahko iz tega sami sklepamo, da je tudi izjava 'oblaki so beli' resnična. 
Po drugi strani je Davidson trdil, da lahko stavke razdelimo na osnovne dele, in če te dele povežemo med seboj na drugačen način, bo stavek dobil nov pomen. To pomeni da lahko z omejenim številom slovničnih struktur iz omejenega števila besed sestavimo neomejeno število stavkov in ne glede na to koliko stavkov smo sposobni sestaviti, bomo vedno našli nove stavke, ki jih ne bomo razumeli. Če lahko vsak preprost stavek sestavimo uporabe slovničnih pravil, na primer, 'združite samostalnik stavek in neprehodni glagol' ('Sokrat' + 'sedi' ⇒ 'Sokrat sedi'); in če vsaka zapletena stavčna poved nastane z upoštevanjem pravila 'združite dva stavka z veznikom' ('Sokrat sedi' + 'Platon stoji' ⇒ 'Sokrat sedi in Platon stoji'), lahko ljudje, čeprav imajo končno kognitivno zmogljivost, razumejo neomejeno število stavkov ( npr. 'Sokrat sedi'; 'Sokrat sedi in Platon stoji'; 'Sokrat sedi in Platon stoji in Aristotel plava,' in tako naprej). Na ta način lahko vsak stavek nekega jezika obravnavamo kot rezultat govorčevega izvajanja omejenega (čeprav velikega) števila operacij oz. slovničnih struktur, drugače je ta jezik nenaučljiv in ga ne moremo interpretirati oz. razumeti. 

### Védenje in prepričanje
Donald Davidson je v svojih delih vprašanje "Kaj je pomen?" zamenjal z vprašanjem "Kaj mora govorec vedeti, da razume izjavo drugega?". To je pripeljalo do tega, da je ta teorija pomena postala obvezen del teorije interpretacije in se je uporabljala tudi kot širši pristop mentalnosti na sploh. Ta interpretacija je holistična do te mere, da zahteva, da mora katerakoli zadovoljiva teorija obravnavati jezikovno in nejezikovno védenje v njeni celoti. Kakor smo že ugotovili, to pomeni, da mora teorija interpretacije ubrati sestavljen pristop do analize pomena in mora obravnavati normativna načela racionalnosti. Racionalnost ni edino načelo, na katerem Davidson sloni. V bistvu gre za prepletanje holističnega in racionalnega principa. To je dobro ponazorjeno v primeru "močvirskega moža" (ang. Swampman), kjer smo postavljeni v situacijo, v kateri strela v močvirju reducira Davidsonovo telo do osnovnih delcev, medtem ko vzporedno spreminja bližnje mrtvo drevo v natančno repliko njega samega. 

#### Tretja dogma empirizma
Davidsonova zavrnitev ideje neprevedljivega jezika je del bolj znanega argumenta proti tako imenovani tretji dogmi empirizma. Prvi dve dogmi empirizma sta bili identificirani s strani Quina v delu "Dve dogmi empirizma". Prva je redukcionizem (proučevanje in razlaganje pojavov s preprostejšimi pojmi oziroma logičnimi konstrukcijami), druga pa analitično-sintetična razlika (pri analitičnem razmišljanju celoto razstavimo na enostavnejše dele, pri sintetičnem razmišljanju pa dele povezujemo v celoto). Zavrnitev teh dveh ti. dogem je zelo pomemben element, ki je lahko viden skozi različne načine Davidsonovega razmišljanja. Tretja dogma za katero Davidson pravi, da jo je lahko zaznati v Quinovem delu, je ideja, da lahko človek razlikuje med znanjem in izkušnjo, med konceptualno komponento in izkustveno komponento. Vendar je to zelo odvisno od tega, ali znamo razlikovati med subjektivnim donosom k znanju, ki pride od nas, in objektivnim donosu od znanja, ki pride iz sveta. Davidson pa v svojem delu razloži in demonstrira, da takšna razlika ne more biti narejena. 

#### Realizem, antirealizem in teorija resnice
Davidson pravi, da je v naravi resnice to, da ne more biti niti reducirana niti nadomeščena z drugo idejo. Pravi tudi, da osnovni koncept objektivne resnice ne more biti postavljen v realistični/antirealistični spor. Realizem naredi resnico nedostopno, medtem ko naredi antirealizem resnico preveč kognitivno (prepoznavno) in s tem zavrne stališče, da je resnica objektivna. Davidson se v svojih delih upre dihotomni delitvi na ti dve standardni filozofski kategoriji tistega časa. 

### Mentalni dogodki
Davidson je delo z naslovom "Mentalni dogodki" (Mental Events) napisal leta 1970. V njem zagovarja združljivost treh načel, ki so vsaj v obrisih predstavljeni že v delu "Dejanja, razlogi in vzroki". Prvo načelo govori o tem, da vsaj nekateri mentalni dogodki vzročno vplivajo na fizične dogodke (načelo vzajemne interakcije/vzajemnega delovanja), drugo načelo pravi, da lahko dogodke, ki so med seboj povezani kot vzrok in posledica opredelimo s strogimi zakoni - to so natančni, jasni, razločni zakoni, ki imajo kolikor se da malo izjem - ('Načelo zakonske narave vzročnosti'), tretje načelo pa pravi, da ne obstaja jasen zakon, ki bi povezoval mentalne in fizične dogodke (anomalija mentalnega). Na prvi pogled se zdita prva dva principa nezdružljiva s tretjim oziroma njemu nasprotujoča. Obenem pa se zdi, da prvi dve načeli ne namigujeta na anomalijo (nepravilnost) mentalnega, temveč na obstoj striktnih zakonov, ki povezujejo mentalne in fizične dogodke, ki so med seboj povezani kot vzroki in posledice. Pri dokazovanju združljivosti vseh treh načel pa se Davidson v nadaljevanju poslužuje ideje, ki pravi, da so dogodki take vrste informacije, ki se jih da razumeti na veliko različnih načinov, ter da morajo biti dogodki, ki so med seboj vzročno povezani, združeni v skladu z nekimi striktnimi in jasnimi zakoni.

### Teorija intepretacije
Davidsonovo delo in raziskave na področju intrepretacije so zelo pomembne, saj so omogočile, da k številnim različnim filozofskim problemom pristopamo na podoben način. Radikalna interpretacija je hipotetično stališče, ki ga Davidson obravnava kot osnovo za razumevanje teorij jezika, uma, delovanja in znanja. Vzemimo, na primer, iz neke imaginarne množice jezikov, ki jih ne razumemo, en sam jezik. Ali obstaja kakšna možnost, da bi lahko razumeli ta jezik? Po mnenju nekaterih filozofov je ena izmed možnosti ta, da poznamo teorijo, ki se poslužuje izjave oblike 'S pomeni da P' za vsako poved izbranega jezika (tj. jezika komunikacije), kjer je S ime povedi izbranega jezika in P njen prevod v nam poznanem jeziku (oz. v jeziku, v katerem je teorija izražena). Vendar Davidson ta predlog zavrne, saj pravi da je ključna operacija 'pomeni da' občutljiva ne samo na termine, ki mu sledijo, ampak tudi na njihovo resničnost/pomen. Sam tako predlaga teorijo pomena oblike 'S je če in samo če je P'. Teorija resnice lahko tako služi jeziku tudi kot teorija pomena (ang. Theory of Meaning).
Ta sklep Davidsonu omogoči, da se lahko v teoriji pomena opre na delo Alfreda Tarskega, ki je pokazal, kako lahko priredimo enako oz. skladno teorijo tudi teoriji resnice za umetne jezike. Na podlagi teh ugotovitev Davidson postavi tri vprašanja na katerih temelji teorija radikalne interpretacije: 

1. Ali teorija resnice velja za naravne jezike?
2. Ali lahko glede na dokaze, ki so na voljo neizurjenemu prevajalcu, le-ta ustvari in potrdi teorijo resnice za jezik, ki ga želi interpretirati?
3. Ali teorija resnice zadošča neizurjenemu (radikalnemu) prevajalcu, da razume jezik?

Davidson je dokazal, da je s pomočjo dela Tarskega možno pritrdilno odgovoriti na prvo vprašanje, poudaril pa je tudi, da so prepričanja pomenov neločljiva. Osebek izreče resnični stavek glede na to, v kaj verjame in kaj je potrebno, da stavek pomeni oziroma, kaj želi s tem stavkom sporočiti. Če prevajalec ve, v kaj je oseba verjela, ko je izrekla resnični stavek, lahko na podlagi tega sklepa na pomen izrečenega stavka in obratno. Davidson torej prevajalcu ne omogoča, da bi imel svoja prepričanja kot dokaz, saj bi v tem primeru tolmač lahko začel prositi za pojasnila. Namesto tega Davidson dovoli, da lahko tolmač sam ugotovi, kdaj oseba govori resnico, ne da bi vedel v kaj verjame ali kaj vé preiskovana oseba. To tolmaču omogoči, da oblikuje hipotezo navezujočo se na izjavo prvotne osebe. 
Glavni vzrok za to Davidsonovo prepričanje je dejstvo, da je jezik med drugim tudi holističen, kar pomeni, da pomen stavka temelji na pomenu posameznih besed (osnovnih enot stavka), obenem pa je tudi pomen besede odvisen od stavka, v katerem se posamezna beseda nahaja. Radikalna interpretacija torej izpostavi, kateri so potrebni in zadostni pogoji, da pride do komunikacije oz. do pretoka informacij. Ta pogoja sta:

1. Če hočemo prepoznati govorca kot govorca oz. posredovalca informacije, morajo biti njegova prepričanja koherentna in pravilna;
2. Nedoločnost pomena komunikacije ne spodkopava, temveč le otežuje.

## Seznam del
- Decision-Making: An Experimental Approach, 1957
- Mental Events, 1970
- Semantics of Natural Languages, 1973
- Actions, Reasons, and Causes, 2001
- Truth and Meaning, 2001
- Radical Interpretation, 2001
- Essays on Actions and Events, 2001
- Inquiries into Truth and Interpretation, 2001[14]
- Problems of Rationality, 2004
- Truth, Language, and History: Philosophical Essays, 2005
- Truth and Predication, 2005
- The Essential Davidson, 2006

### Prevedeno v slovenščino
Pri založbi ŠKUC je lata 1988 izšlo v izboru in prevodu Rastka Močnika delo "Raziskave o resnici in interpretaciji: izbor spisov".
Članki:

- Donald Davidson. Članek o njem iz zbornika Anthropos: časopis za psihologijo in filozofijo ter za sodelovanje humanističnih ved, 20, št. 5/6 (1989), str. [261]-286.
- "Nas računalnik lahko vleče za nos?", v Večer, 45, št. 22 (28.I.1989), str. 23